# Extraliga słowacka w piłce siatkowej mężczyzn
Słowacka Extraliga – najwyższa klasa siatkarskich rozgrywek ligowych mężczyzn na Słowacji.
Pierwsze rozgrywki o mistrzostwo kraju odbyły się w sezonie 1992/1993. Tytuł zdobył wtedy klub VKP Bratislava, który jest również drużyną najczęściej zdobywającą mistrzostwo Słowacji do tej pory. Uczyniła to już 12 razy.
Od powstania ligi do końca sezonu 1998/1999 nosiła nazwę I liga.

## Medaliści
| Sezon     | 1. miejsce                                                   | 2. miejsce                                                   | 3. miejsce                                                   |
| --------- | ------------------------------------------------------------ | ------------------------------------------------------------ | ------------------------------------------------------------ |
| 1993      | VKP Bratislava                                               | VK Milanotrade Žilina                                        | TJ Gumárne Púchov                                            |
| 1993/1994 | VKP Bratislava                                               | Stavbár O-BRAINN Žilina                                      | Matador Púchov                                               |
| 1994/1995 | VKP Bratislava                                               | Stavbár O-BRAINN Žilina                                      | ŠVK PPS Detva                                                |
| 1995/1996 | VKP Bratislava                                               | Stavbár Žilina                                               | Matador Púchov                                               |
| 1996/1997 | VKP Bratislava                                               | Matador Púchov                                               | Stavbár Žilina                                               |
| 1997/1998 | Nafta VKP Bratislava                                         | Matador Púchov                                               | Petrochema Dubová                                            |
| 1998/1999 | VKP Bratislava                                               | Matador Púchov                                               | Stavbár Žilina                                               |
| 1999/2000 | Matador Púchov                                               | Petrochema Dubová                                            | TJ Spartak Myjava                                            |
| 2000/2001 | Petrochema Dubová                                            | Matador Púchov                                               | TJ Spartak Myjava                                            |
| 2001/2002 | Matador Púchov                                               | Petrochema Dubová                                            | VKP Bratislava                                               |
| 2002/2003 | Matador Púchov                                               | VKP Bratislava                                               | Petrochema Dubová                                            |
| 2003/2004 | VKP Bratislava                                               | Matador Púchov                                               | VK PU Prešov                                                 |
| 2004/2005 | VK PU Prešov                                                 | VKP Bratislava                                               | Cityfarma Nové Mesto nad Váhom                               |
| 2005/2006 | VKP Bratislava                                               | VK Chemes Humenné                                            | Cityfarma Nové Mesto nad Váhom                               |
| 2006/2007 | Cityfarma Nové Mesto nad Váhom                               | VKP Bratislava                                               | VK Chemes Humenné                                            |
| 2007/2008 | VK Chemes Humenné                                            | VK Nové Mesto nad Váhom                                      | VKP Bratislava                                               |
| 2008/2009 | VKP Bratislava                                               | VK Chemes Humenné                                            | VK Nové Mesto nad Váhom                                      |
| 2009/2010 | VK Chemes Humenné                                            | Slávia VK PU Prešov                                          | VKP Bratislava                                               |
| 2010/2011 | VKP Bratislava                                               | VK Chemes Humenné                                            | VK Slávia Svidník                                            |
| 2011/2012 | ŠK Chemes Humenné                                            | Volley Team UNICEF Bratislava                                | VKP Bratislava                                               |
| 2012/2013 | Volley Team UNICEF Bratislava                                | ŠK Chemes Humenné                                            | Legend Watches Slávia Svidník                                |
| 2013/2014 | ŠK Chemes Humenné                                            | VK Slávia Svidník                                            | Spartak VKP Myjava                                           |
| 2014/2015 | VK Mirad PU Prešov                                           | Spartak VKP Komárno                                          | VK Prievidza                                                 |
| 2015/2016 | VK Bystrina SPU Nitra                                        | VK Mirad PU Prešov                                           | VK KDS Šport Košice                                          |
| 2016/2017 | VKP Bystrina SPU Nitra                                       | VK Prievidza                                                 | VK Mirad PU Prešov                                           |
| 2017/2018 | VK Prievidza                                                 | VKP Bystrina SPU Nitra                                       | TJ Slávia Svidník                                            |
| 2018/2019 | VK Prievidza                                                 | VK KDS Šport Košice                                          | VKP Bystrina SPU Nitra                                       |
| 2019/2020 | Ze względu na pandemię COVID-19 rozgrywki zostały przerwane. | Ze względu na pandemię COVID-19 rozgrywki zostały przerwane. | Ze względu na pandemię COVID-19 rozgrywki zostały przerwane. |
| 2020/2021 | Rieker UJS Komárno                                           | TJ Spartak Myjava                                            | VK Mirad UNIPO Prešov                                        |
| 2021/2022 | Rieker UJS Komárno                                           | VK Mirad UNIPO Prešov                                        | TJ Spartak Myjava                                            |
| 2022/2023 | VKP Bratislava                                               | VK Mirad UNIPO Prešov                                        | TJ Spartak Myjava                                            |
| 2023/2024 | Rieker UJS Komárno                                           | VKP FTVŠ UK Bratislava                                       | TJ Spartak Myjava                                            |
| 2024/2025 | VKP FTVŠ UK Bratislava                                       | Rieker UJS Komárno                                           | VK Slávia SPU Nitra                                          |